# ها داباتر
ها داباتر (انگلیسی: Ha Dabateer؛ زادهٔ ۲۷ آوریل ۱۹۷۷) بوکسور اهل چین بود.